# David Eto'o
David Pierre Eto'o Fils (Yaoundé, 13 giugno 1987) è un ex calciatore camerunese, di ruolo attaccante.

## Biografia
È fratello di Samuel ed Etienne, anch'essi calciatori. Il 20 dicembre 2013, è stato vittima di un rapimento ad opera di individui armati e non identificati, per poi essere ritrovato il giorno seguente dalla polizia.

## Carriera

### Club
Eto'o ha iniziato la sua carriera nelle giovanile del Kadji S.A. prima di trasferirsi in Spagna a 16 anni passando nel settore giovanile del Maiorca. Nella stagione 2004-2005 il Maiorca lo ha dato in prestito prima al Ciudad de Murcia in Segunda División spagnola e poi all'Yverdon in Challenge League.
Nel 2005 è stato ceduto a titolo definitivo al Sedan e successivamente è passato al Champagne Sports, al Meyrin, al Ponferradina nel 2006 e al Créteil-Lusitanos nel 2007.
Nell'aprile 2007 ha firmato per gli ucraini del Metalurh Donec'k. Successivamente si è trasferito in Grecia all'Arīs Salonicco, che lo ha poi prestato all'Īlisiakos.
Nell'agosto 2008 è tornato in Spagna firmando per il Reus.
Dal 2009 al 2011 gioca in patria nel Kadji S.A., squadra nella quale aveva giocato da giovane.
Nel febbraio 2011 passa alla squadra slovena del Koper.
Nel gennaio 2016, dopo essersi allenato alcune settimane con l'Union Douala, viene ingaggiato dai verdi, con cui esordirà il 24 febbraio seguente, subentrando dalla panchina nell'incontro contro il Panthère du Ndé, dando il suo contributo alla vittoria per 2-1. Contrariamente alle esperienze europee, si contraddistingue per la sua disciplina e per le sue reti su punizione, guadagnandosi, dopo una stagione trascorsa tra le file del club, la fascia di capitano. Per il buon rendimento con l'Union, viene selezionato tra i venti candidati a miglior giocatore della stagione sportiva 2016-2017.
Nel dicembre 2017, dopo una stagione difficile con l'Union, terminata con una salvezza giunta nelle ultime gare, passa all'Eding Sport, squadra campione in carica del Camerun, con cui vince la Coupe du Cameroun nel 2018, restandovi sino al ritiro avvenuto nel 2019.

### Nazionale
Con la nazionale camerunese Under-20 ha preso parte alla Coppa delle Nazioni Africane Under-20, la massima competizione giovanile continentale della CAF, nel 2007.
Nel dicembre 2017 viene inserito da Rigobert Song nella lista dei convocati per la fase finale del campionato delle nazioni africane 2018.

## Statistiche

### Cronologia presenze e reti in nazionale
| Cronologia completa delle presenze e delle reti in nazionale ― Camerun | Cronologia completa delle presenze e delle reti in nazionale ― Camerun | Cronologia completa delle presenze e delle reti in nazionale ― Camerun | Cronologia completa delle presenze e delle reti in nazionale ― Camerun | Cronologia completa delle presenze e delle reti in nazionale ― Camerun | Cronologia completa delle presenze e delle reti in nazionale ― Camerun | Cronologia completa delle presenze e delle reti in nazionale ― Camerun | Cronologia completa delle presenze e delle reti in nazionale ― Camerun |
| Data                                                                   | Città                                                                  | In casa                                                                | Risultato                                                              | Ospiti                                                                 | Competizione                                                           | Reti                                                                   | Note                                                                   |
| ---------------------------------------------------------------------- | ---------------------------------------------------------------------- | ---------------------------------------------------------------------- | ---------------------------------------------------------------------- | ---------------------------------------------------------------------- | ---------------------------------------------------------------------- | ---------------------------------------------------------------------- | ---------------------------------------------------------------------- |
| 12-8-2017                                                              | São Tomé                                                               | São Tomé e Príncipe                                                    | 0 – 2                                                                  | Camerun                                                                | Qual. Campionato delle Nazioni Africane 2018                           | -                                                                      | 85’                                                                    |
| 19-8-2017                                                              | Yaoundé                                                                | Camerun                                                                | 2 – 0                                                                  | São Tomé e Príncipe                                                    | Qual. Campionato delle Nazioni Africane 2018                           | -                                                                      | 45’ 78’                                                                |
| 24-1-2018                                                              | Tangeri                                                                | Burkina Faso                                                           | 1 – 1                                                                  | Camerun                                                                | Campionato delle Nazioni Africane 2018 - 1º turno                      | -                                                                      | 83’                                                                    |
| Totale                                                                 |                                                                        | Presenze                                                               | 3                                                                      |                                                                        | Reti                                                                   | 0                                                                      |                                                                        |

## Palmarès

### Club

#### Competizioni nazionali
- Coupe du Cameroun: 1

Eding Sport: 2018